# Óscar Almendárez
Óscar Santiago „Koba” Almendárez Martínez (ur. 13 lipca 1992 w Olanchito) – honduraski piłkarz występujący na pozycji prawego obrońcy lub prawego pomocnika, reprezentant Hondurasu, od 2021 roku zawodnik Olancho.